# Stadio Giuseppe Moccagatta
Stadio Giuseppe Moccagatta, dříve Campo del Littorio je fotbalový stadion v italském městě Alessandria, v regionu Piemont. Od roku 1929 je domovem místního klubu a od roku 2018 zde hrají zápasy Juventusu U23.

## Historie
V roce 1929 byl místní klub přijat do nové soutěže Serie A a patřil mezi hlavní týmy. Z tohoto pohledu staré sportoviště ve čtvrti Orti (ironicky známé jako kurník kvůli své dřevěné konstrukcí), kde klub hrál svá domácí utkání od roku 1919, již nebyl vhodný pro fotbal.
V letech 1927 až 1928 byl proto na nátlak místních a celostátních úřadů představen projekt, který předpokládal vybudování multisportovního centra v souladu s praktikami fašistického režimu. Měl mít i atletickou dráhu, zatímco v přístavcích by byl vytvořen bazén a dokonce válečný památník. Zejména tento poslední bod vzbudil obrovské zmatky, takže projekt byl značně zmenšen ve prospěch arény pouze pro fotbalové použití.
Stavební práce pokračovaly rychle a již 6. října 1929 mohl klub odehrát svůj první zápas na "Campo del Littorio", které bylo poté oficiálně slavnostně otevřeno 28. října. Dne 22. října 1946, s pádem režimu, byl stadion pojmenován po prezidentovi týmu a také po starostovi města Giuseppe Moccagatta, který zemřel o měsíc dříve.
Kapacita tribun v roce 1956 dokonce dosáhla 25 000 míst, aby poté prošla drastickým snížením, zejména po povodních na Tanaro v roce 1994, kdy byly tribuny z velké části přepracovány a rozměry hřiště byly stanoveny na 105 x 68,40 m (v r. v souladu s diktátem profesionálního fotbalu).
Od druhé poloviny roku 2009 probíhali údržbové práce, jako byla instalace nové elektronické výsledkové tabule a celková rekonstrukce severního oblouku s rovnou konstrukcí opřenou o hřiště, dokončená v lednu 2010.
Na konci června 2016 schválila rada města v čele se starostkou a prezidentkou provincie Maria Rita Rossa projekt celkové přestavby stadionu se současným navýšením kapacity pro sezónu 2017/18. Dokončeno bylo v listopadu 2017 celkovou investicí 2 400 000 Euro. Počet míst pro diváky tak přesáhoval skoro 6 000.